# Sanificação
Sanificação (do latim, sanitas = saúde) é feita quando se reduz os microrganismos a um número considerado isento de perigo. O difícil é se avaliar este número. É o que se faz nas lavandeiras, quartos consultórios e demais ambientes, lavando-se.